# Ministerpräsident von Russland

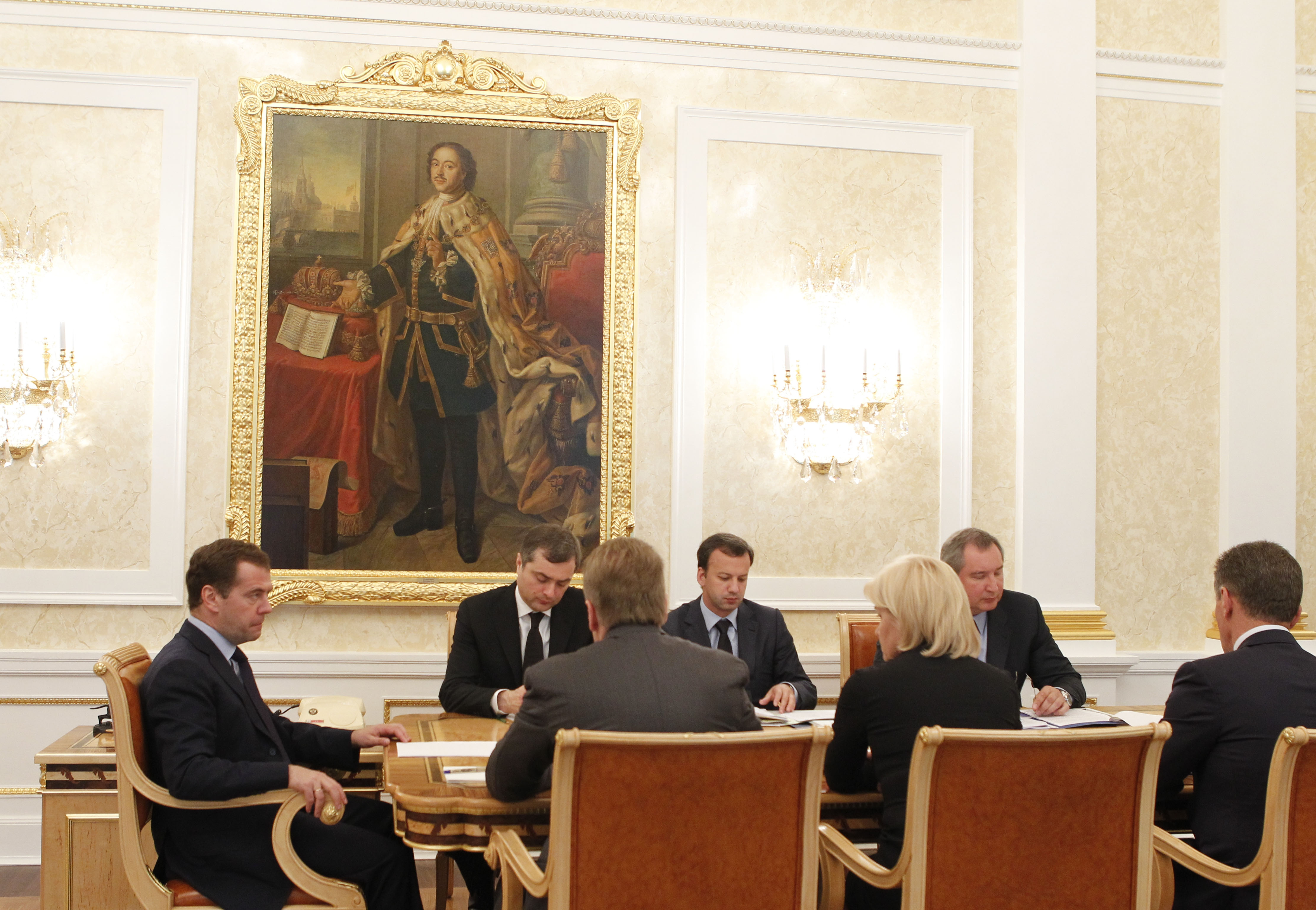
Der russische Ministerpräsident 2012 mit sechs seiner Stellvertreter: Dmitri Medwedew, Igor Schuwalow, Wladislaw Surkow, Arkadi Dworkowitsch, Olga Golodez, Dmitri Rogosin, Dmitri Kosak (von links nach rechts)

Der Ministerpräsident von Russland ist Regierungschef der Russischen Föderation und damit Vorsitzender der russischen Regierung. Die offizielle Amtsbezeichnung gemäß Paragraph 24 des Föderalen Verfassungsgesetzes „Über die Regierung der Russischen Föderation“ vom 11. April 1997 lautet Vorsitzender der Regierung der Russischen Föderation (russisch Председатель Правительства Российской Федерации). In Russland wird inoffiziell meist die kürzere Bezeichnung Premierminister (russisch премьер-министр) verwendet. Derzeitiger Premierminister ist Michail Mischustin.
Der Premierminister ernennt die Minister der Russischen Föderation, von denen mehrere seine Stellvertreter sind, und leitet das Kabinett. Er steht im politischen System Russlands zwar der Exekutive vor, deren Schlüsselressorts sind allerdings direkt dem Präsidenten Russlands untergeordnet.

## Wahl
Vorgeschlagen wird ein Kandidat für das Amt des Ministerpräsidenten (Premierministers) vom Präsidenten Russlands. Die Duma, das russische Parlament, stimmt anschließend über den Kandidaten ab.
Im Falle, dass das Parlament dreimal den Kandidaten, der vom Präsidenten vorgeschlagen wurde, ablehnt, besitzt der Präsident das Recht, das Parlament aufzulösen. Dieses Recht hat er auch dann, wenn er dreimal dieselbe Person vorschlägt. Die Duma wurde jedoch noch nie nach dem Scheitern einer Kandidatur aufgelöst. Einzig im Jahr 1998 lehnte sie Wiktor Tschernomyrdin in zwei Wahlgängen als Premierminister ab, woraufhin der damalige Präsident Boris Jelzin darauf verzichtete, ein drittes Mal über Tschernomyrdin abstimmen zu lassen und stattdessen den letztlich bestätigten Jewgeni Primakow vorschlug.

## Bedeutung
Im russischen System folgt die Regierung primär den Maßgaben des Präsidenten und nur nominell solchen des Parlaments. Erfolgreiches Regieren erfordert eine gute Zusammenarbeit von Regierung und Präsident, entweder durch klare Unterordnung oder durch eine abgesprochene Arbeitsteilung. Ein Beispiel für Zweiteres waren die 5 Jahre mit Ministerpräsident Wiktor Tschernomyrdin und Präsident Jelzin 1992–1998. Unter Präsident Putin hingegen war der Ministerpräsident kaum involviert in der Formulierung der Politik, sondern übernahm die Implementierung der Vorgaben des Präsidenten. Nur während der Präsidentschaft Medwedews lag die Verantwortung untypischerweise beim Premierminister, also wiederum bei Wladimir Putin.

### Vertretung des Staatspräsidenten
Wenn der amtierende russische Präsident seine Tätigkeiten wegen schwerer Krankheit nicht ausüben kann, wenn er verstirbt oder seinen Rücktritt erklärt, werden seine Amtsgeschäfte vom Ministerpräsidenten übernommen. In der jüngeren Geschichte Russlands geschah dies zweimal:
- vom 5. November 1996 (7:00 Uhr Moskauer Zeit) bis zum 6. November 1996 (6:00 Uhr Moskauer Zeit): Als der russische Präsident Boris Jelzin operiert wurde, vertrat ihn Wiktor Tschernomyrdin;
- vom 31. Dezember 1999 bis zum 7. Mai 2000: Nach dem Rücktritt Präsident Jelzins übte Wladimir Putin dessen Amt vorübergehend kommissarisch aus.

## Amtssitz
Der Ministerpräsident hat seinen Amtssitz im Weißen Haus in Moskau.

## Liste der Amtsinhaber
- Liste der russischen Ministerpräsidenten